# Ямбжикі
Ямбжикі (пол. Jambrzyki) — село в Польщі, у гміні Щучин Ґраєвського повіту Підляського воєводства.
Населення — 97 осіб (2011).
У 1975-1998 роках село належало до Ломжинського воєводства.

## Демографія
Демографічна структура станом на 31 березня 2011 року:
|          | Загалом | Допрацездатний вік | Працездатний вік | Постпрацездатний вік |
| -------- | ------- | ------------------ | ---------------- | -------------------- |
| Чоловіки | 45      | 11                 | 27               | 7                    |
| Жінки    | 52      | 10                 | 26               | 16                   |
| Разом    | 97      | 21                 | 53               | 23                   |